# Йенсен, Кевин
Кевин Александр Йенсен (швед. Kevin Alexander Jensen; род. 15 июня 2001) — шведский футболист, нападающий «Кальмара».

## Клубная карьера
Футболом начал заниматься в клубе «Биллеберга». В 12-летнем возрасте перебрался в молодёжную команду «Ландскруны». В июле 2017 года подписал свой первый профессиональный контракт с клубом, рассчитанный на три года. Первую игру за основную команду провёл 28 апреля 2018 года против с «Вернаму» в рамках Суперэттана, заменив в компенсированное ко второму тайму время Ади Налича. Сезоны 2019 и 2020 годов провёл вместе с командой в первом дивизионе, который по итогам сезона 2020 года клуб выиграл и вернулся в Суперэттан. Всего за четыре полноценных сезона в клубе Йенсен принял участие более чем в 90 матчах, в которых забил 21 мяч.
В начале декабря 2021 года в статусе свободного агента перешёл в «Кальмар». Первую игру за новый клуб провёл 20 февраля 2022 года в групповом этапе кубка страны с «Треллеборгом», заменив на 24-й минуте Наома Гирмая. 3 апреля дебютировал в чемпионате Швеции во встрече с «Мальмё», заменив в конце второго тайма Филипа Сакпекидиса.

## Клубная статистика
| Выступление      | Выступление      | Выступление      | Лига | Лига | Кубки | Кубки | Конт. кубки | Конт. кубки | Итого | Итого |
| Клуб             | Лига             | Сезон            | Игры | Голы | Игры  | Голы  | Игры        | Голы        | Игры  | Голы  |
| ---------------- | ---------------- | ---------------- | ---- | ---- | ----- | ----- | ----------- | ----------- | ----- | ----- |
| Ландскруна       | Суперэттан       | 2018             | 6    | 0    | 0     | 0     | 0           | 0           | 6     | 0     |
| Ландскруна       | Дивизион 1       | 2019             | 25   | 8    | 0     | 0     | 0           | 0           | 25    | 8     |
| Ландскруна       | Дивизион 1       | 2020             | 26   | 7    | 2     | 0     | 0           | 0           | 28    | 7     |
| Ландскруна       | Суперэттан       | 2021             | 29   | 6    | 3     | 0     | 0           | 0           | 32    | 6     |
| Ландскруна       | Итого            | Итого            | 86   | 21   | 5     | 0     | 0           | 0           | 91    | 21    |
| Кальмар          | Алльсвенскан     | 2022             | 1    | 0    | 4     | 0     | 0           | 0           | 5     | 0     |
| Кальмар          | Итого            | Итого            | 1    | 0    | 4     | 0     | 0           | 0           | 5     | 0     |
| Всего за карьеру | Всего за карьеру | Всего за карьеру | 87   | 21   | 9     | 0     | 0           | 0           | 96    | 21    |